# فوائح الجمال و فواتح الجلال
فوائح الجمال و فواتح الجلال رساله ای نوشته شده توسط احمد نجم‌الدین کبری، عارف قرن ۶–۵ هجری است. زبان کتاب عربی است و حاوی نکاتی مهم در سیر و سلوک عرفانی است که معرّفی مکتب کبرویه را بر عهده دارد. این اثر در حکم مانیفست مکتب عرفانی کبرویه است.
در این اثر عرفانی از رنگ و نور به دقت بحث شده‌است و از خلوت و چلّه و ریاضت‌های خاص عرفانی گزارشهای دقیقی به خواننده ارائه گشته‌است. نجم الدّین کبرا در این کتاب گزارش‌هایی از احوالات خود را هم به نگارش درآورده است.

## چاپ
فوائح الجمال و فواتح الجلال، شیخ نجم الدّین کبرا، مصحح: کاظم محمدی، انتشارات نجم کبرا، ۱۹۲ صفحه، شابک: 0-30-2905-964-978 ISBN
کتاب فوائح الجمال در ایران دو ترجمهٔ مستقل دارد:
1. ترجمه دکتر قاسم انصاری که توسّط انتشارات طهوری به چاپ رسیده‌است
2. ترجمه مرحوم صاعدی خراسانی که توسط انتشارات مروی به چاپ رسیده‌است